# パムリコ湾

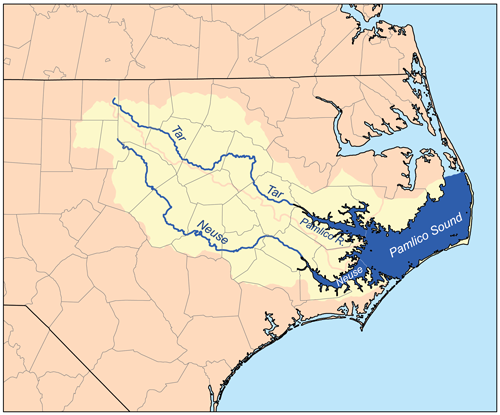

パムリコ湾（パムリコわん、Pamlico Sound）は、アメリカ合衆国東海岸ノースカロライナ州に位置する湾である。東西129km、南北24から48km、アウターバンクスにより大西洋と隔てられており、多くは浅瀬である。北へはロアノーク島の両脇のクロアタン海峡、ロアノーク海峡を経てアルベマール湾に繋がる。
パムリコ湾へは、タール川（Tar River）とトランターズ・クリーク（Tranters Creek）が合流してできた感潮河川のパムリコ川（Pamlico River）、ニュース川が注ぐ。
水鳥の営巣地があり、ペアアイランド国立野生生物保護区(Pea Island National Wildlife Refuge)、スワンクウォーター国立野生生物保護区(Swanquarter National Wildlife Refuge)、ハッテラス岬国立海岸(Cape Hatteras National Seashore)やケープルックアウト国立海岸(Cape Lookout National Seashore)などが設置されている。